# Hugo Hedenstierna
Fredrik Axel Hugo Hedenstierna (i riksdagen kallad Hedenstierna i Stjärnebo), född den 16 augusti 1836 i Jönköping, död den 12 november 1916 i Kisa, var en svensk jurist och politiker.
Hedenstierna blev 1855 student vid Uppsala universitet, där han avlade examen till rättegångsverken 1860 och kameralexamen samma år. Efter tjänstgöring som extra ordinarie notarie i Göta hovrätt blev han vice häradshövding 1862, varefter han var tillförordnad domhavande i sammanlagt åtta år och adjungerad ledamot i Göta hovrätt. Hedenstierna var häradshövding i Kinda och Ydre domsaga 1880–1906. Han var ledamot av riksdagens första kammare 1898–1907.